# Sumpfdeckelschnecken
Sumpfdeckelschnecken (Viviparidae) sind eine (mit Ausnahme von Südamerika und der Antarktis) weltweit verbreitete Familie von im Süßwasser lebenden Schnecken, die zur Ordnung der Architaenioglossa gestellt wird.

## Merkmale
Das Gehäuse ist mit bis zu 5 cm vergleichsweise groß; die Sumpfdeckelschnecken gehören damit zusammen mit der Spitzschlammschnecke zu den größten mitteleuropäischen Süßwasserschnecken. Sie besitzen einen festen Deckel (Operculum), der am Fuß festgewachsen ist. Mit diesem Deckel können sie das dickwandige Gehäuse fest verschließen. Dieser Verschluss spielt eine wichtige Rolle bei der Überwinterung.
Sumpfdeckelschnecken sind lebendgebärend. Darauf bezieht sich auch ihr wissenschaftlicher Name Viviparus. In Mitteleuropa sind sie die einzigen lebendgebärenden Schnecken.

## Fortpflanzung
Viviparidae sind getrenntgeschlechtlich, keine Zwitter wie viele andere Schneckenarten. Der rechte Fühler des Männchens ist kürzer und verdickter als der linke (die Fühler der Weibchen sind gleich dick). Dieser Fühler enthält das Begattungsorgan, womit die Spermien in die weibliche Geschlechtsöffnung gebracht werden. Die Eier entwickeln sich in einem erweiterten Endteil des weiblichen Eierstocks. Dort ernähren sich die Embryonen von einer eiweißhaltigen Flüssigkeit. Es befinden sich in einem Muttertier meist mehrere Jungtiere in unterschiedlichen Entwicklungsstadien. Das jeweils älteste Tier wird dann einzeln geboren (ovovivipar). Die Jungschnecken sind bei der Geburt fertig entwickelt, bis zu 10 mm groß (meist um 4 mm) und haben Borsten auf ihrem Gehäuse, welche später abfallen.

## Lebensweise und Ernährung
Sumpfdeckelschnecken haben ihren deutschen Namen von den Sumpfdeckelschnecken der Gattung Viviparus (siehe unten) erhalten, sind aber in ihrer Gesamtheit überwiegend Grundbewohner bewegter Gewässer (Tieflandflüsse, Uferzonen von Seen). Sie kriechen überwiegend auf dem Boden sowie auf Steinen und Holz umher; seltener in Pflanzen. Im Aquarium kriechen sie auch nur selten an der Scheibe hoch, was sich ändern kann, wenn die Scheiben stark mit Algen bewachsen sind. Arten aus ruhigeren Gewässern graben sich stundenweise im Sand oder Schlamm ein. Sumpfdeckelschnecken haben ein weites Nahrungsspektrum. Sie weiden Algen- und Bakterienrasen ab, fressen Detritus und vermodernde Pflanzen und sind auch in der Lage, mit Hilfe eines Schleimnetzes, das an der Kiemenbasis gebildet wird, Nahrungspartikel und Plankton aus dem Wasser zu filtern. Nach einiger Zeit reißt das Netz, wird verklumpt und aus der Mantelhöhle transportiert. Anschließend wird das verklumpte Schleimnetz einschließlich der Nahrungspartikel gefressen. Dieser Nahrungserwerb durch Filtrierung ist für Süßwasserschnecken sehr ungewöhnlich.
Die europäischen Arten vertragen auch relativ hohe Temperaturen über 25 °C.

## Systematik
Es sind zahlreiche fossile Arten bekannt; rezent existieren mehrere Dutzend Arten weltweit. Früher wurde die Familie Viviparidae zu der Ordnung Mittelschnecken (Mesogastropoda) gestellt. Die Mittelschnecken zählten wiederum zu der Unterklasse Vorderkiemer (Prosobranchia). In der hier geführten Systematik gibt es drei Unterfamilien mit folgenden Gattungen:
- Viviparinae
  - Viviparus (östliches Nordamerika und Europa). Die Gattung wird von vielen Autoren in mehrere Untergattungen unterteilt.
  - Tulatoma (endemisch im Coosa River, Alabama),
- Campelominae (oder Lioplacinae)
  - Campeloma
  - Lioplax (beide im östlichen Nordamerika verbreitet),
- Bellamyinae:
  - Angulyagra (China und Südostasien)
  - Bellamya (Afrika)
  - Cipangopaludina (Ostasien, insbesondere Japan, Korea, China und Vietnam, teilweise andernorts eingebürgert)
  - Filopaludina (Südostasien und China)
  - Idiopoma (Südostasien und China)
  - Larina (Nordostaustralien)
  - Margarya (China: Yunnan)
  - Notopala (Ostaustralien)
  - Sinotaia (China)
  - Taia (Burma)
    - Taia naticoides

  - Trochotaia (Thailand)

Die Abgrenzung der einzelnen Gattungen innerhalb formenreichen asiatischen Bellamyinae ist derzeit oftmals strittig.
In Europa lebt ausschließlich Gattung Viviparus mit fünf Arten. Nach dieser Gattung sind die Sumpfdeckelschnecken (Viviparidae) wissenschaftlich benannt.